# Cheirostylis thanmoiensis
Cheirostylis thanmoiensis är en orkidéart som först beskrevs av François Gagnepain, och fick sitt nu gällande namn av Paul Ormerod. Cheirostylis thanmoiensis ingår i släktet Cheirostylis och familjen orkidéer. Inga underarter finns listade i Catalogue of Life.